# Rubén Lobato Cabal
Rubén Lobato Cabal (n. Madrid, 9 de marzo de 1994) más conocido como Lobato, es un futbolista español que juega de lateral izquierdo en las filas del C. F. Villanovense de la Segunda Federación.

## Trayectoria
Nacido en Madrid, Lobato es un lateral izquierdo formado en las categorías inferiores del Rayo Vallecano y del Atlético de Madrid, club con el que alcanzó su equipo C en Tercera y desde el que salió cedido en el verano de 2014 rumbo al Pontevedra Club de Fútbol de la Segunda División B.
En la temporada 2015-16, sería cedido al CD Lealtad de la Segunda División B por el Atlético de Madrid, con el que disputó 27 encuentros, teniendo únicamente 21 años.
En verano 2016, Lobato se desvinculó definitivamente del Atlético de Madrid y firmó por el Club de Fútbol Fuenlabrada de la Segunda División B, aunque medio año después se comprometió con el Mérida Asociación Deportiva. 
En la temporada 2017-18, Rubén Lobato se incorporó a las filas del Real Oviedo para jugar con su filial, el Real Oviedo Vetusta de Tercera División. Al término de la temporada, lograría el ascenso a la Segunda División B, concluyendo la temporada 2018-19 cerca de los puestos de play-off de ascenso.
Tras dos temporadas en las filas del filial ovetense, en julio de 2019, firma con la SD Eibar por 3 temporadas, pero un mes y medio más tarde, rescindiría su contrato.
En la temporada 2019-20, firma por el Getafe Club de Fútbol "B" del Grupo I de la Segunda División B, con el que disputa once encuentros y anota un gol.
En el mercado de invierno de la temporada 2019-20, Rubén se unió al Burgos Club de Fútbol de la Segunda División B. Tras la suspensión de la liga, solo le daría tiempo a jugar 9 partidos.
En la temporada 2020-21, jugaría 26 partidos en la Segunda División B.
El 23 de mayo de 2021, logra el ascenso a la Segunda División de España, tras vencer en la final de la eliminatoria de ascenso al Bilbao Athletic en el Estadio Francisco de la Hera de Almendralejo.
El 2 de febrero de 2022, firma por el Górnik Łęczna de la Ekstraklasa.
El 10 de enero de 2023, firma por el C. D. Alcoyano de la Primera Federación.
En julio de 2023 firma por el recién ascendido e histórico Sestao River club para la temporada 2023/24 de Primera RFEF.
El 23 de julio de 2023, firma por el Sestao River de la Primera Federación.En una temporada con el conjunto vasco disputa 11 encuentros, tras finalizarla queda libre.
El 20 de junio de 2024, firma por el C. F. Villanovense de la Segunda Federación hasta final de temporada.

## Clubes
| Club                        | País    | Año       |
| --------------------------- | ------- | --------- |
| Club Atlético de Madrid "C" | España  | 2013-2014 |
| Pontevedra Club de Fútbol   | España  | 2014-2015 |
| CD Lealtad                  | España  | 2015-2016 |
| Club de Fútbol Fuenlabrada  | España  | 2016-2017 |
| Mérida Asociación Deportiva | España  | 2017      |
| Real Oviedo Vetusta         | España  | 2017-2019 |
| Getafe Club de Fútbol "B"   | España  | 2019      |
| Burgos Club de Fútbol       | España  | 2020-2021 |
| Górnik Łęczna               | Polonia | 2022      |
| CD Alcoyano                 | España  | 2023      |
| Sestao River Club           | España  | 2023-2024 |
| C. F. Villanovense          | España  | 2024-Act. |